# Heinrich Kayser
Heinrich Kayser (Bingen am Rhein, 16 marzo 1853 – Bonn, 14 ottobre 1940) è stato un fisico tedesco.

## Biografia
I primi lavori di Kayser riguardavano le caratteristiche delle onde acustiche. Scoprì l'occorrenza di elio nell'atmosfera terrestre nel 1868 durante un'eclissi solare,  rilevò una nuova linea spettrale nello spettro solare. Nel 1881 Kayser coniò la parola "adsorbimento". Insieme a Carl Runge, esaminò gli spettri degli elementi chimici. Nel 1905, scrisse un articolo sulla teoria degli elettroni.
L'unità kayser, associata a numero d'onda, del sistema CGS prese il suo nome.

## Opere
- Lehrbuch der Physik für Studierende . Enke, Stuttgart 3rd ed. 1900 Digital edition